# Ур-231
УР-231 — полиуретановый лак, разработанный в СССР. Представляет собой двухкомпонентный состав: лак из смеси тунгового и льняного масел (алкидноэпоксидная смола Э-30) и отвердитель на основе диэтиленгликольуретана в циклогексаноне в виде 70 % раствора. Перед применением смешивается в пропорции 100:18 по массе. Затвердевание лака при комнатной температуре занимает порядка 9 часов.

## Применение

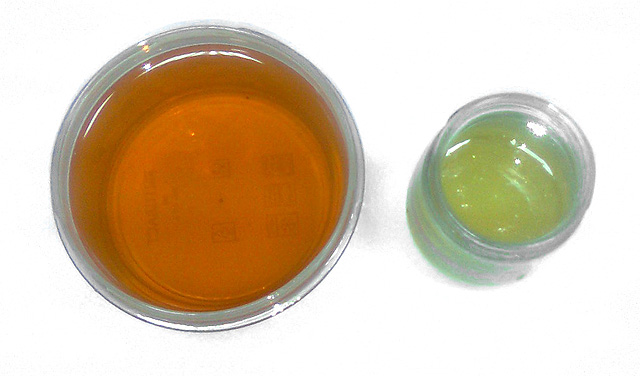
Двухкомпонентный полиуретановый лак УР-231

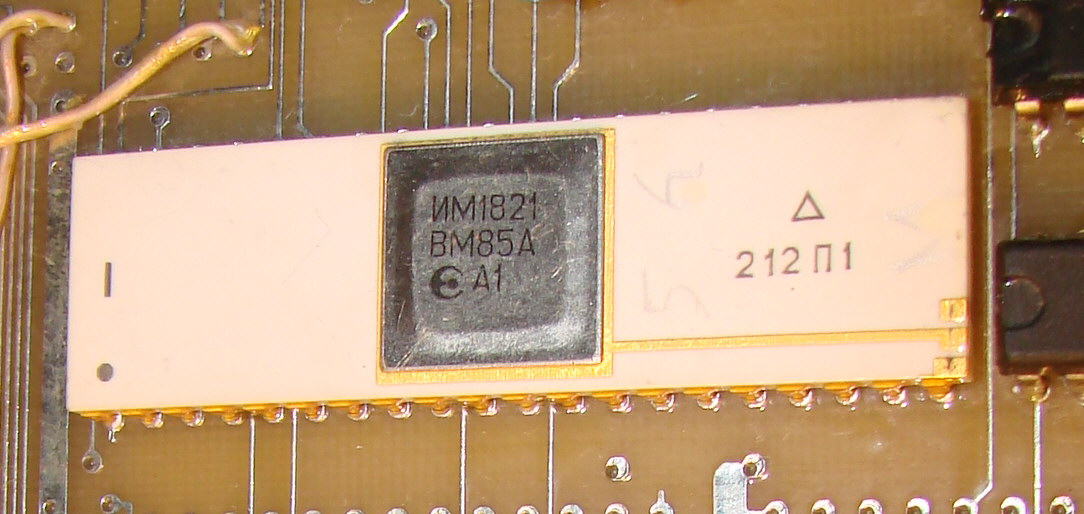
Микросхема в военном исполнении, покрытая УР-231

Применяется для покрытия печатных плат промышленной и военной электроники. Полученная защитная плёнка лака может использоваться в температурном диапазоне от −60 до +120 °C. Лак обладает высоким коэффициентом удельного объёмного электрического сопротивления (1⋅1014 Ом⋅см). УР-231 обычно наносится в 2—4 слоя с сушкой после каждого нанесения.

## Особенности использования
Лак после отверждения мало растворим в широко распространённых растворителях, что затрудняет ремонт обработанных им плат. Медленно размягчается в ацетоне. К другому недостатку лака УР-231 относится определённое расширение при полимеризации, что требовало, например, нанесение герметизирующего компаунда на дно планарных микросхем перед пайкой их на платы — затвердевая, лак, попавший под микросхему, мог деформировать или сломать её.